# 环子午线货运航空
环子午线貨運航空（Transmeridian Air Cargo，IATA：KK，呼号：Transmeridian），是一家在1962年至1979年运营的英国货运航空公司，1979年与國際航空服務（IAS货运航空）合并为重型貨運航空。

## 拥有机型
- 道格拉斯DC-3
- 道格拉斯DC-4
- 道格拉斯DC-7
- Short Belfast
- Canadair CL-44D4-2
- Canadair CL-44-O Guppy
- 道格拉斯DC-8
- 波音737-2B1

## 空难
- 环子午线航空3751号班机空难